# Víctor Píriz
Víctor Valentín Píriz Maya (Talavera la Real, 22 de julio de 1975) es un economista, jurista  y político español, diputado por Badajoz en el Congreso de los Diputados desde agosto de 2016 por el Partido Popular hasta el 23 de julio de 2023. El 3 de agosto de 2023 fue nombrado Secretario General de Economía, empresa y comercio de la Junta de Extremadura en el Decreto 135/2023.

## Biografía
Licenciado en Administración de Empresas por la Universidad de Extremadura , Graduado en Derecho por la Universidad Internacional de La Rioja y máster en Administración de Empresas por la escuela de negocios EOI y en Economía, Empresa y Trabajo por la misma universidad además de cursos de especialización en Presupuestos y Controlling, en liderazgo por la Harvard Kennedy School of Government de la Universidad de Harvard y el LVIII Curso Monográfico de Seguridad Nacional "El ciberespacio como escenario de conflicto" en CESEDEN.  Ha trabajado en el departamento financiero de empresas como Assa Abloy, Nestlé, Grupo Joca o Grupo Herrera.
Desde 2008 trabaja en el sector público; primero en el área de salud y posteriormente en innovación; así fue responsable financiero, director general y subdirector de Fundecyt (Fundación para el Desarrollo de la Ciencia y la Tecnología de Extremadura), el parque científico y tecnológico de Extremadura. También ha sido profesor asociado del departamento de Economía de la Universidad de Extremadura y profesor de economía de la escuela de negocios ITAE. En agosto de 2016 fue elegido diputado por Badajoz al Congreso de los Diputados en sustitución de Alejandro Ramírez del Molino Morán, cargo que renovó tras las elecciones de abril de 2019 y de noviembre del mismo año, y donde ejerció como portavoz de Presupuestos del Grupo Popular. y miembro de la delegación española en la Conferencia sobre estabilidad , coordinación económica y gobernanza de la UE ( CECEG) hasta la disolución de las cámaras el 30 de mayo de 2023 participando como ponente en leyes como los Presupuestos Generales del Estado de 2020 a 2023 o la Ley de fomento del ecosistema de empresas emergentes conocida como " Ley de Startups" y única ley aprobada por consenso en la XIV Legislatura
Desde el 3 de agosto de 2023 ha sido nombrado secretario general de Economía, Empresa y Comercio de la Junta de Extremadura.

## Cargos desempeñados
- Vicesecretario provincial de Acción Electoral del Partido Popular de Badajoz
- Director general de Fundecyt (Junta de Extremadura)
- Diputado nacional en las XII, XIII y XIV legislaturas
- Secretario general de Economía Empresa y Comercio de la Junta de Extremadura.